# Roberto Battaglia
Roberto Battaglia (ur. 23 czerwca 1909 w Mediolanie, zm. 28 sierpnia 1986 w Busto Garolfo) – włoski szpadzista, złoty medalista olimpijski i wielokrotny medalista mistrzostw świata.
Na igrzyskach olimpijskich w Helsinkach w 1952 roku Włosi w składzie: Edoardo Mangiarotti, Dario Mangiarotti, Giuseppe Delfino, Carlo Pavesi, Franco Bertinetti i Roberto Battaglia zdobyli złoty medal w szpadzie drużynowej. Był to jego jedyny start olimpijski.
Podczas mistrzostw świata w Warszawie w 1934 roku (oficjalnie imprezy tego cyklu rozgrywane są pod tą nazwą od 1937) zdobył srebrny medal w turnieju drużynowym. W zawodach drużynowych zdobył złote medale na mistrzostwach świata w Paryżu (1937) i mistrzostwach świata w Kairze (1949), srebrny na mistrzostwach świata w Sztokholmie (1951) oraz brązowy na mistrzostwach świata w Pieszczanach (1938).
Był mistrzem Włoch w szabli indywidualnej w latach 1942 i 1943.